# Museumsstellwerk Mfw Mühldorf
Das Museumsstellwerk Mfw befand sich im Bahnhof von Mühldorf in Oberbayern. Dort war das 1942 von der Deutschen Reichsbahn im Zuge des Bahnhofsumbaus in Betrieb genommene und am 9. Juli 1999 durch ein elektronisches Stellwerk abgelöste Stellwerk Mfw (für Mühldorf Fahrdienstleiter West) von 2003 bis etwa 2012 als technisches Museum zugänglich. Die Bauart dieses stellte die zu seiner Entstehung moderne Technik des VES 4-Reihen-Hebelwerkes dar.
Im Jahr 2003 gründete sich der Verein „Freunde Historischer Eisenbahn Mühldorf e.V.“, der sich zum Ziel machte, im ungenutzten Stellwerk Mfw ein Museum einzurichten. Neben der Funktion der Eisenbahnsicherungstechnik wurde hier die Eisenbahngeschichte der von Mühldorf ausgehenden Bahnlinien beleuchtet. Der Verein veranstaltete Sonderfahrten und restaurierte Eisenbahnfahrzeuge wie die Dampfspeicherlok „Franzi“, die als Denkmal vor dem Stellwerk aufgestellt wurde.
Die Aktivitäten der Gruppe wurden ab 2013 eingeschränkt und der Verein schließlich aufgelöst.